# Сосновка (Олевский район)
Сосновка (укр. Соснівка) — село на Украине, основано в 1960 году, находится в Олевском районе Житомирской области.
Код КОАТУУ — 1824487204. Население по переписи 2001 года составляет 374 человека. Почтовый индекс — 11000. Телефонный код — 4135. Занимает площадь 0,66 км².

## Адрес местного совета
11030, Житомирская область, Олевский р-н, с. Тепеница, ул. Левчука, 48